# اولتزای
اولتزای (به ایتالیایی: Olzai) یک کومونه در ایتالیا است که در استان نیورو واقع شده‌است. اولتزای ۶۹٫۷ کیلومتر مربع مساحت و ۱٬۰۱۶ نفر جمعیت دارد.